# Dan pokore
Dan pokore i molitve (njem.: Buß- und Bettag) je u Njemačkoj praznik Evangeličke crkve. Tijekom povijesti čitavo stanovništvo je u hitnim situacijama i opasnostima bilo pozvano na pokoru i molitvu. Od kraja 19. stoljeća opći dan pokore i molitve je bio u srijedu prije posljednje nedjelje crkvene godine, tj. jedanaest dana prije prve nedjelje došašća.
Kako je Dan pokore i dalje crkveni praznik, u nekim pokrajinama su zabranjeni plesne manifestacije te djelomično rad igara na sreću.

## Državni praznik
1994. je odlučeno da se ukida Dan pokore kao neradni dan, kako bi se pomoglo poslodavcima. Odluka je stupila na snagu godinu dana kasnije. Jedino u Saski je Dan pokore i dalje neradni dan.
U pokrajini Schleswig-Holstein se nekoliko puta razgovaralo o povratku Dan pokore kao neradni dan, ali su svi pokušaji bili neuspješni.